# Plectrohyla quecchi
Plectrohyla quecchi är en groddjursart som beskrevs av Stuart 1942. Plectrohyla quecchi ingår i släktet Plectrohyla och familjen lövgrodor. IUCN kategoriserar arten globalt som akut hotad. Inga underarter finns listade i Catalogue of Life.